# Mei (Portugal)
Mei is een dorp (freguesia) in de gemeente Arcos de Valdevez, in de Portugese district Viana do Castelo.
Het dorp heeft een totale oppervlakte van 2 km² en telde 142 inwoners in 2001. Mei is een parochieplaats (freguesia). Het heeft daarom ook een eigen vaandel en vlag, net als de meeste dorpen in Portugal. De beschermheilige van het dorp is Martinus van Braga.